# Mike Sodrel
Michael Eugene "Mike" Sodrel, född 17 december 1945 i Louisville i Kentucky, är en amerikansk politiker (republikan). Han var ledamot av USA:s representanthus 2005–2007.
Sodrel förlorade mot sittande kongressledamoten Baron Hill i kongressvalet 2002 men lyckades vinna mot honom två år senare.